# Balnain
Balnain is een dorp in de Schotse lieutenancy Inverness in het raadsgebied Highland met ongeveer 300 inwoners.